# Péch József
Péch József (Nagyváradolaszi, 1829. január 4. – Budapest, 1902. november 17.) magyar vízépítő mérnök, hidrológus, a magyar vízjelző szolgálat megalapítója, Péch Antal öccse. Nagyon jelentős az 1890-es években végrehajtott Duna- és Tisza-felvétele.

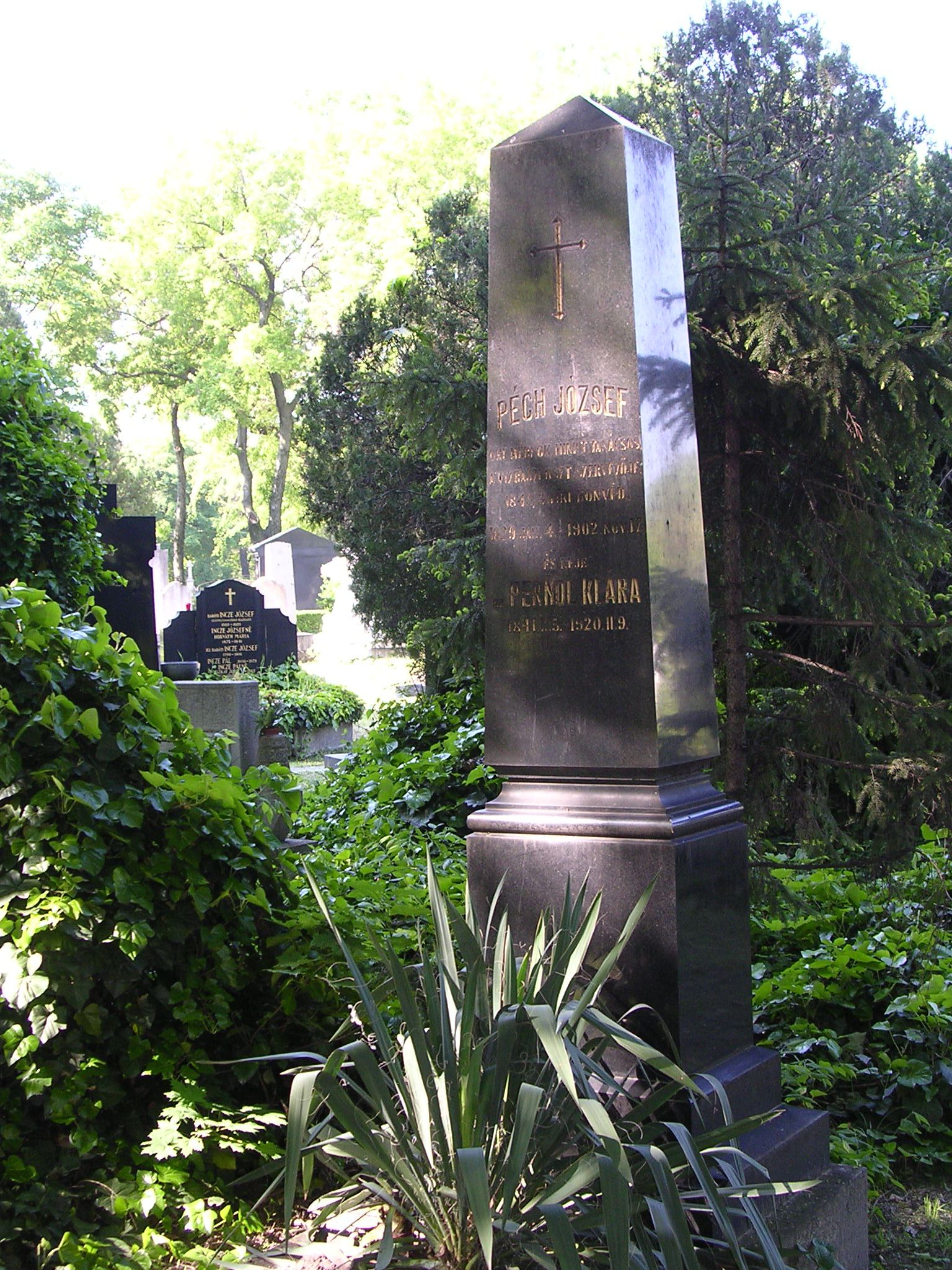
Sírja a Fiumei úti sírkertben 2005-ben. (34-1-39)

## Életpályája
Ifjú korában harcolt az 1848–1849 évi szabadságharcban. 
Tanulmányait a József-Ipartanodában és a Mérnöki Intézetben végezte 1853-ban. Részt vett több felmérési, folyószabályozási és vízrendezési munkában.  1873-ban ő lett a Béga-csatorna hivatalfőnöke.  Eredményes munkát végzett a délvidéki vízhasznosítások fellendítése terén.Az ő tervei szerint épült 1878-ban a péklapuszta i kincstári mintaöntözőtelep. Péch nevéhez fűződik a Temesvidéki Magyar Mérnök Egylet megszervezése is. 1886-tól az országos vízépítészeti igazgatóságon az általa létrehozott vízrajzi osztály vezetője. 1892-ben a vízmérő és csapadékmérő állomások megfelelő hálózatának felállításával lehetővé tette az árvíz-előrejelzés megszervezését. Haláláig szerkesztette a Vízrajzi Osztály Évkönyvét.Péch József rendszeresítette az 1895 óta naponta megjelenő Vízjárási térkép kiadását. Úttörő munkája a  A vízállás előrejelzéséről című tanulmánya német és francia nyelven is megjelent.
Kalocsán, 1861. február 5-én vette nőül Perndl Klárát (1841–1920). Nevessé vált gyermekeik voltak: Péch Béla (Kalocsa, 1861. november 20. – Budapest, 1949. május 11.) okleveles mérnök, Péch Kálmán (Temesvár, 1864. június 16. – Budapest, 1935. január 16.) erdőmérnök, Péch Aladár (Temesvár, 1873. november 30. – Budapest, 1949. június 16.) fizikus, pedagógus.
A Fiumei úti sírkertben nyugszik feleségével közös sírban (34-1-39), mely a Nemzeti sírkert részeként védett.

## Főbb művei
- A vízrajzi osztály keletkezése, életbeléptetése, feladata és működésének eddigi eredménye (Budapest, 1896);
- A Tisza hajdan és most (Sziberth Artúrral, I – IV., Bp., 1898 – 1906);
- Országos vízjelző szolgálat Magyarországon (Bp., 1902).

## Emlékezete
- A Magyar Posta 1962-ben emlékbélyeget bocsátott ki a tiszteletére Bokros Ferenc tervezésében.[10]